# Konrad Gruszkowski
Konrad Gruszkowski, né le 27 janvier 2001 à Rabka-Zdrój en Pologne, est un footballeur polonais qui évolue au poste d'arrière droit au GKS Katowice.

## Biographie

### En club
Né à Rabka-Zdrój en Pologne, Konrad Gruszkowski est formé par Wisla Cracovie. Il commence toutefois sa carrière au Motor Lublin, où il est prêté en 2019. Il joue son premier match en professionnel avec cette équipe, le 28 août 2019, contre le NKP Podhale Nowy Targ. Il entre en jeu et son équipe l'emporte par deux buts à un. Il est intégré à l'équipe première lors de la saison 2020-2021 mais doit composer avec une forte concurrence à son poste et quelques blessures freinent sa progression.
Gruszkowski inscrit son premier but en professionnel, et pour le Wisla Cracovie, le 11 décembre 2021, à l'occasion d'un match de championnat face au Zagłębie Lubin. Titulaire ce jour-là, il ouvre le score mais son but ne permet pas à son équipe d'obtenir un résultat puisqu'elle est finalement battue sur le score de deux buts à un,.
Lors de l'été 2023, Konrad Gruszkowski rejoint la Slovaquie afin de signer en faveur du Dunajská Streda pour un contrat de deux ans, soit jusqu'en juin 2025, avec une année supplémentaire en option.
Le 10 janvier 2025, Konrad Gruszkowski fait son retour en Pologne en signant un contrat courant jusqu'en juin 2027 avec le GKS Katowice, avec une année supplémentaire en option.

### En sélection
Konrad Gruszkowski joue son premier match avec l'équipe de Pologne espoirs le 8 octobre 2021 face à la Hongrie. Il entre en jeu lors de cette rencontre et les deux équipes se neutralisent (2-2).